# Костёл Успения Пресвятой Девы Марии (Меркине)
Костёл Успения Пресвятой Девы Марии — католический храм в городе Меркине (Меречь) Варенского района Литвы. Это синтез готики и барокко .

## История
Построен в 1443 году в городе Меречь в технике готической кладки на фундаменте Ягайла 1434 года. В 1648 году его вид был изменён в связи с пристройкой к главному фасаду притвора, завершающегося барочным фронтоном . Тогда, видимо, фасады и оштукатурили впервые. Работы выполнены по заказу и на средства Владислава IV Вазы . Один из следующих ремонтов был проведен в 1884 году .

## Архитектура

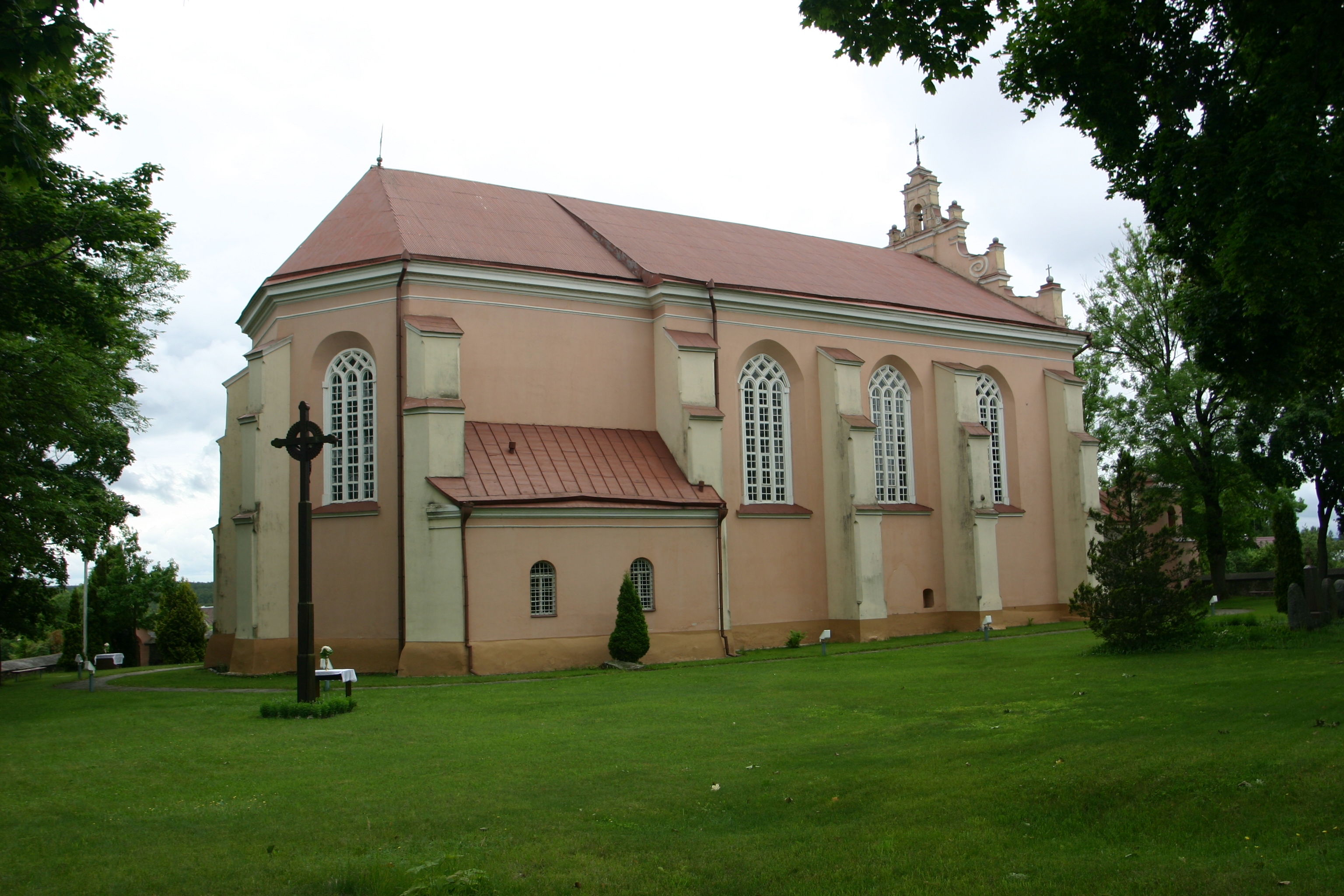
Боковой фасад

Ворота-звонница

Церковь состоит из основного объёма, прямоугольного в плане, той же высоты, что и пресвитерий, который завершается многоугольной апсидой . Молитвенный зал разделен четырьмя 6-гранными столпами на 3 равновеликих нефа, перекрытых крестовыми сводами . Пространственно пресвитерий и основной объём соединены 3 стрельчатыми арками . К северной стене вимы примыкает ризница, которая была увеличена в длину, по-видимому, в XVII веке. В толще восточной торцевой стены и юго-западного угла выполнены спиралевидные отверстия . В церковь ведут дверные проемы главного фасада и южной стены пресвитерия. Стены укреплены многоступенчатыми контрфорсами . Церковь покрыта двускатной крышей . Это синтез готики и барокко .